# Conferencia Episcopal Panameña
La Conferencia Episcopal de Panamá es una institución de la Iglesia católica donde los obispos de Panamá ejercen su colegialidad.

## Territorio[1]
La Conferencia Episcopal de Panamá conforma una sola Provincia Eclesiástica, la cual está compuesta por:
Una Arquidiócesis:
1. Panamá.

Cinco Diócesis:
1. Chitré.
2. Santiago.
3. David.
4. Colón y Kuna Yala.
5. Penonomé.

Un Vicariato apostólico:
1. Darién.

Una Prelatura:
1. Bocas del Toro.

## Estructura
La Conferencia Episcopal de Panamá está organizada de la siguiente manera:
1. Asamblea General: Todos los Obispos
2. Presidencia: Comités
3. Secretaria General
4. Consejo y Secciones.

Los consejos y secciones se dividen en:
- Comunión eclesial y diálogo.
- Misión y Espiritualidad.
- Vocaciones y Ministerios.
- Familia y Vida.
- Educación y Cultura.
- Justicia y Solidaridad.
- Comunicación.

## Miembros de la Conferencia Episcopal Panameña

### Arzobispos
- Mons. José Domingo Ulloa Mendieta, Arzobispo de Panamá.[2]

### Obispos
- Mons. Rafael Valdivieso Miranda, Obispo de Chitré.[3]
- Mons. Manuel Ochogavía Barahona, Obispo de Colón-Kuna Yala.[4]
- Emmo. Sr. Cardenal, José Luis Lacunza Maestrojuán, Obispo de David.[5]
- Mons. Edgardo Cedeño Muñoz, Obispo de Penonomé.
- Mons. Audilio Aguilar Aguilar, Obispo de Santiago de Veraguas.[6]

### Vicarios Apostólicos
- Mons. Pedro Joaquín Hernández Cantarero, vicario apostólico de Darién.

### Prelatura territorial
- Mons. Aníbal Saldaña Santamaría, prelado de Bocas del Toro.

### Obispos Auxiliares
- Mons. Uriah Adolphus Ashley Maclean, Obispo auxiliar de la Arquidiócesis de Panamá.[7]
- Mons. Pablo Varela Server, Obispo auxiliar de la Arquidiócesis de Panamá.[8]

### Arzobispos y Obispos eméritos
- Mons. José Agustín Ganuza García, Prelado emérito de Bocas del Toro.[9]
- Mons. Fernando Torres Durán, Obispo emérito de Chitré.
- Mons. José Dimas Cedeño Delgado, Arzobispo emérito de la Arquidiócesis de Panamá.[10]
- Mons. Oscar Mario Brown Jiménez, Obispo emérito de Santiago de Veraguas.[11]